# 김성진 (1975년)
김성진(한국 한자: 金成陳, 1975년 5월 6일 ~ )은 대한민국의 전 축구 선수이며, 포지션은 미드필더였다.

## 클럽 경력
고등학교를 졸업하고 바로 프로무대에 뛰어들었다. LG 치타스에 데뷔 시즌 1경기의 기록을 남기고 떠났다. 이후의 근황은 불분명하다.